# Star Trek: Enterprise (knižní série)
Star Trek: Enterprise (původně pouze Enterprise) je knižní série science fiction románů na motivy stejnojmenného amerického televizního seriálu (vysílán 2001–2005). Knihy v anglickém originále vydává od roku 2001 americké nakladatelství Pocket Books, díla jsou licencována držitelem autorských práv, filmovým studiem Paramount Pictures. Jedná se o součást rozsáhlého fiktivního univerza Star Treku, Enterprise je dějově zasazena především do 50. let 22. století. Hlavními hrdiny je posádka hvězdné lodě Enterprise, které velí kapitán Jonathan Archer za pomoci prvního důstojníka T'Pol.
V Česku byly v letech 2013–2015 vydány tři romány v nakladatelstvích Laser-books a Baronet.

## Novelizace epizod
V letech 2001–2003 vyšly tři romány, které jsou přepisem scénářů televizních epizod. Tyto novelizace byly pořízeny z dvou dvojepizod (včetně pilotní) a dvou samostatných epizod, jejichž navazující příběh vyšel jako jeden román.
| Anglický název | Autor         | Vydáno v USA | Televizní epizoda            | Časový rámec děje |
| -------------- | ------------- | ------------ | ---------------------------- | ----------------- |
| Broken Bow     | Diane Carey   | říjen 2001   | „Setkání u Broken Bow“       | 2151              |
| Shockwave      | Paul Ruditis  | říjen 2002   | „Rázová vlna“                | 2152              |
| The Expanse    | J. M. Dillard | říjen 2003   | „Delfská oblast“ a „Xindové“ | 2153              |

## Nečíslované romány
Celkem sedm nečíslovaných románů bylo vydáno mezi lety 2002 a 2006. Jedná se o samostatné příběhy posádky Enterprise, které jsou zasazeny (s výjimkou poslední knihy) do prvních tří let, respektive prvních dvou sezón seriálu a které se odehrávají v mezerách mezi jednotlivými epizodami.
| Anglický název      | Autor                                     | Vydáno v USA  | Časový rámec děje     |
| ------------------- | ----------------------------------------- | ------------- | --------------------- |
| By the Book         | Dean Wesley Smith, Kristine Kathryn Rusch | leden 2002    | 2151                  |
| What Price Honor?   | Dave Stern                                | listopad 2002 | 2151–2152             |
| Surak's Soul        | J. M. Dillard                             | březen 2003   | 2152                  |
| Daedalus            | Dave Stern                                | prosinec 2003 | 2153                  |
| Daedalus's Children | Dave Stern                                | květen 2004   | 2153                  |
| Rosetta             | Dave Stern                                | leden 2006    | 2155 (po ep. „Pouto“) |
| Last Full Measure   | Andy Mangels, Michael A. Martin           | duben 2006    | 2153                  |

## „Relaunch“Enterprise
Období po roce 2155, kdy se odehrává závěrečná epizoda „Toto jsou cesty…“, je označováno jako „relaunch“ (nový start). První román z této série byl vydán v roce 2007, vydávání řady dosud pokračuje. Česky dosud vyšly tři romány.
| Český název                               | Anglický název                                      | Autor                           | Vydáno v USA | Vydáno v ČR | Překladatel                       | Nakladatelství v ČR | Časový rámec děje |
| ----------------------------------------- | --------------------------------------------------- | ------------------------------- | ------------ | ----------- | --------------------------------- | ------------------- | ----------------- |
|                                           | The Good That Men Do                                | Andy Mangels, Michael A. Martin | únor 2007    |             |                                   |                     | 2155              |
| Kobayashi Maru                            | Kobayashi Maru                                      | Andy Mangels, Michael A. Martin | srpen 2008   | 2013        | Jakub Jungmann                    | Laser-books         | 2155              |
| Romulanská válka #1: Pod křídlem dravce   | The Romulan War #1: Beneath the Raptor's Wing       | Michael A. Martin               | říjen 2009   | 2013        | Břetislav Čenda                   | Baronet             | 2155–2156         |
| Romulanská válka #2: Odvážně vstříc bouři | The Romulan War #2: To Brave the Storm              | Michael A. Martin               | říjen 2011   | 2015        | Veronika Roháčová, Albert Balatka | Laser-books         | 2156              |
|                                           | Rise of the Federation #1: A Choice of Futures      | Christopher L. Bennett          | červen 2013  |             |                                   |                     | 2162–2163         |
|                                           | Rise of the Federation #2: Tower of Babel           | Christopher L. Bennett          | březen 2014  |             |                                   |                     | 2163–2164         |
|                                           | Rise of the Federation #3: Uncertain Logic          | Christopher L. Bennett          | březen 2015  |             |                                   |                     | 2165              |
|                                           | Rise of the Federation #4: Live by the Code         | Christopher L. Bennet           | březen 2016  |             |                                   |                     | 2165              |
|                                           | Rise of the Federation #5: Patterns of Interference | Christopher L. Bennet           | srpen 2017   |             |                                   |                     | 2165–2166         |